# Rudolftoppen
Rudolftoppen, deutsch auch Rudolfspitz, ist ein Berg auf der zu Norwegen gehörenden Insel Jan Mayen. Mit einer Höhe von 769 m dominiert er den südwestlichen Teil der Insel (Sør-Jan). Wie ganz Jan Mayen ist der Rudolftoppen  vulkanischen Ursprungs. Anders als der Beerenberg im Nordteil der Insel ist der Rudolftoppen nicht vergletschert.
Seinen Namen erhielt der Berg von einer österreichisch-ungarischen Expedition, die unter Leitung von Emil von Wohlgemuth im Rahmen des Ersten Internationalen Polarjahrs 1882/83 eine Forschungsstation auf der Insel betrieb. Er erinnert an Kronprinz Rudolf von Österreich-Ungarn.